# Aethiothemis bella
Aethiothemis bella – gatunek ważki z rodziny ważkowatych (Libellulidae). Występuje w Demokratycznej Republice Konga, być może także w Kongu i Kamerunie; populacje uznane niegdyś za odrębne gatunki, a obecnie traktowane jako synonimy A. bella występują w Gwinei (Sleuthemis diplacoides) i Sierra Leone (Monardithemis leonensis).